# エルネスト・パングー
エルネスト・パングー（Ernest Pingoud, 1887年10月14日 - 1942年6月1日）はフィンランドの作曲家。

## 経歴
1887年、ロシア帝国・サンクトペテルブルクで生まれた。両親はアルザス地方出身者の家庭であった。サンクトペテルブルク音楽院でアレクサンドル・グラズノフとニコライ・リムスキー＝コルサコフに師事。1906年、ドイツに留学しマックス・レーガーのもとで学んだ。
彼はフィンランドでモダニズム音楽を書いた最初の作曲家で、生涯を通じて大衆から評価されなかった。1918年にヘルシンキで行われた彼の最初の演奏会は、イーゴリ・ストラヴィンスキーの「春の祭典」が1913年にパリで初演された時のように、聴衆に衝撃を与えた。以後、彼の音楽への敵意に悩まされることになった。1942年にヘルシンキで自殺。
今日では作品は再評価され、演奏の機会を与えられている。

## 文献
- Suomalaisia säveltäjiä (toimittanut Erkki Salmenhaara), Otava 1994
- Ilmari Heikinheimo: Suomen elämäkerrasto. Helsinki: Werner Söderström Osakeyhtiö, 1955. Sivut 585-586.